# Castel (Capodistria)
Castel (Kastelec in sloveno pronuncia [kaˈsteːləts], in tedesco Castelz), già Castellaz, è un insediamento (naselje) di 46 abitanti, della municipalità di Capodistria della regione statistica Carsico-litoranea della Slovenia.

## Storia
L'insediamento si trovava in mano dell'impero asburgico al confine con Ospo in mano veneziana.

Col Trattato di Schönbrunn del 1809 entrò a far parte delle Province Illiriche per entrare poi in mano austriaca col Congresso di Vienna nel 1815 nel Regno d'Illiria come frazione del comune di Prebeneg; passò in seguito sotto il profilo amministrativo al Litorale austriaco nel 1849 come frazione del comune di Dolina.
Dopo la prima guerra mondiale passò assieme ad Ospo, da cui dipendeva, al comune di Villa Decani, nella Provincia dell'Istria (Italia).
Fu soggetto alla Zona d'operazioni del Litorale adriatico (OZAK) tra il settembre 1943 e il maggio 1945.

Fin dal giugno 1945, trovandosi a sud della Linea Morgan, entrò nella zona ad amministrazione jugoslava della Venezia Giulia e a seguito del Trattato di Parigi nel 1947 in modo definitivo della Jugoslavia ma confinante immediatamente ad ovest con la zona B del Territorio Libero di Trieste (sempre ad amministrazione jugoslava); dal 1991 fa parte della Slovenia.
Ora è inglobato nella regione Carsico-litoranea.